# Kamienica Rynek-Ratusz 25-27 we Wrocławiu
Kamienica Rynek-Ratusz 25-27 – zabytkowa kamienica na wrocławskim Rynku, we wschodniej pierzei tretu.

## Historia kamienicy

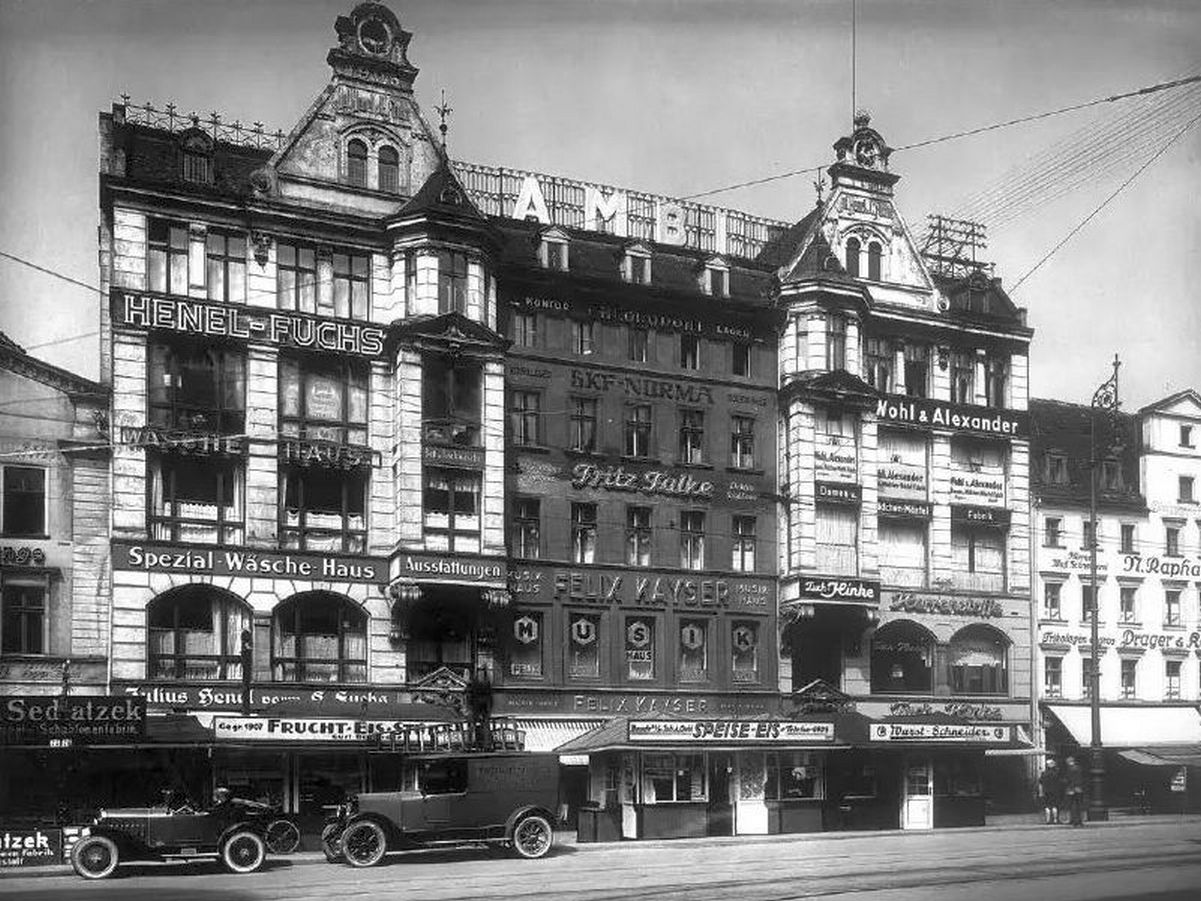
Dom handlowy Henel und Fuchs z ok. 1930 roku

Pierwsza zabudowa w formie kamienicy na parceli 25-27 została wzniesiona po wyburzeniu smatruza w 1824 roku. Były to czterokondygnacyjne budynki o oddzielnej numeracji; kamienicę nr 27 od kamienicy nr 26 oddzielało Przejście Żelaznicze. W miejsce kramów i kamienic w 1875 roku wzniesiono pięciokondygnacyjny dom handlowy według projektu mistrza murarskiego E. Blocka. Budynek powstał na zlecenie firmy Juliusa Henela i C. Fuchsa istniejącej od 1754 roku. Jego konstrukcja składała się zarówno ze starych średniowiecznych murów (głównie piwnice, częściowo ściany parterowe), jak i z nowych murowanych ścian zewnętrznych i stalowo-żeliwnych słupów i podciągów. Pierwotnie budynek miał renesansową fasadę ozdobioną licznymi detalami, m.in. alegorycznymi grupami rzeźbiarskimi umieszczonymi ponad gzymsem pierwszego piętra. Fasada zakończona była wysadzonym gzymsem wieńczącym, a całość pokrywał francuski dach mansardowy, z lukarnami i z kutą żelazną balustradą na końcu kalenicy. Elegancka parterowa, a zarazem handlowa część budynku była zasłonięta przez znajdujące się przed budynkiem budy handlarzy, które znajdowały się tam do wybuchu I wojny światowej.
W latach 90. XIX wieku budynek był kilkakrotnie przebudowywany i rozbudowywany, aż przeistoczył się w 1901 roku w elegancki pasaż handlowy "Julius Henel". Ostatecznie powstał kompleks handlowo-mieszkaniowy z eklektyczną fasadą, złożony z trzech wcześniejszych kamienic połączony w jedną bryłę, ozdobiony wielkimi oknami wystawowymi, wykuszami i dwoma szczytami. Konstrukcję budynku stanowiła mieszanka średniowiecznych murów w piwnicy, na parterze i częściowo na I piętrze oraz nowych murowanych ścian i stalowo żeliwnych słupów o pociągów. Do domu handlowego dobudowano wzdłuż Przejścia Garncarskiego skrzydło tylne o trzech kondygnacjach i elewacji wykonanej z licowanej cegły maszynowej. Dom handlowy i biura Henel und Fuchs swoim wyglądem i wielkością wyjątkowo nie wpisywał się w otoczenie i odwracał uwagę od głównej atrakcji wrocławskiego rynku, jakim był Ratusz. W 1936 roku Rudolf Stein zatwierdził projekt przebudowy wschodniej pierzei bloku śródrynkowego czyli wyburzenia kamienic 25-27 oraz wyburzenie budynku narożnego Sukiennice nr 1. W ich miejsce miały powstać budynki zbliżone architektonicznie do pozostałych kamienic. W 1938 rozpisano konkurs na projekt aranżacji przylegającego do Ratusza bloku śródrynkowego. Do konkursu mogli przystąpić architekci związanych z Wrocławiem od stycznia 1938 roku. Konkurs nie przyniósł rozwiązania i nie przyznano pierwszego miejsca, a wyróżnionymi pracami były projekty inżynierów Johannesa Härtela i Wilhelma Beua.

## Po 1945

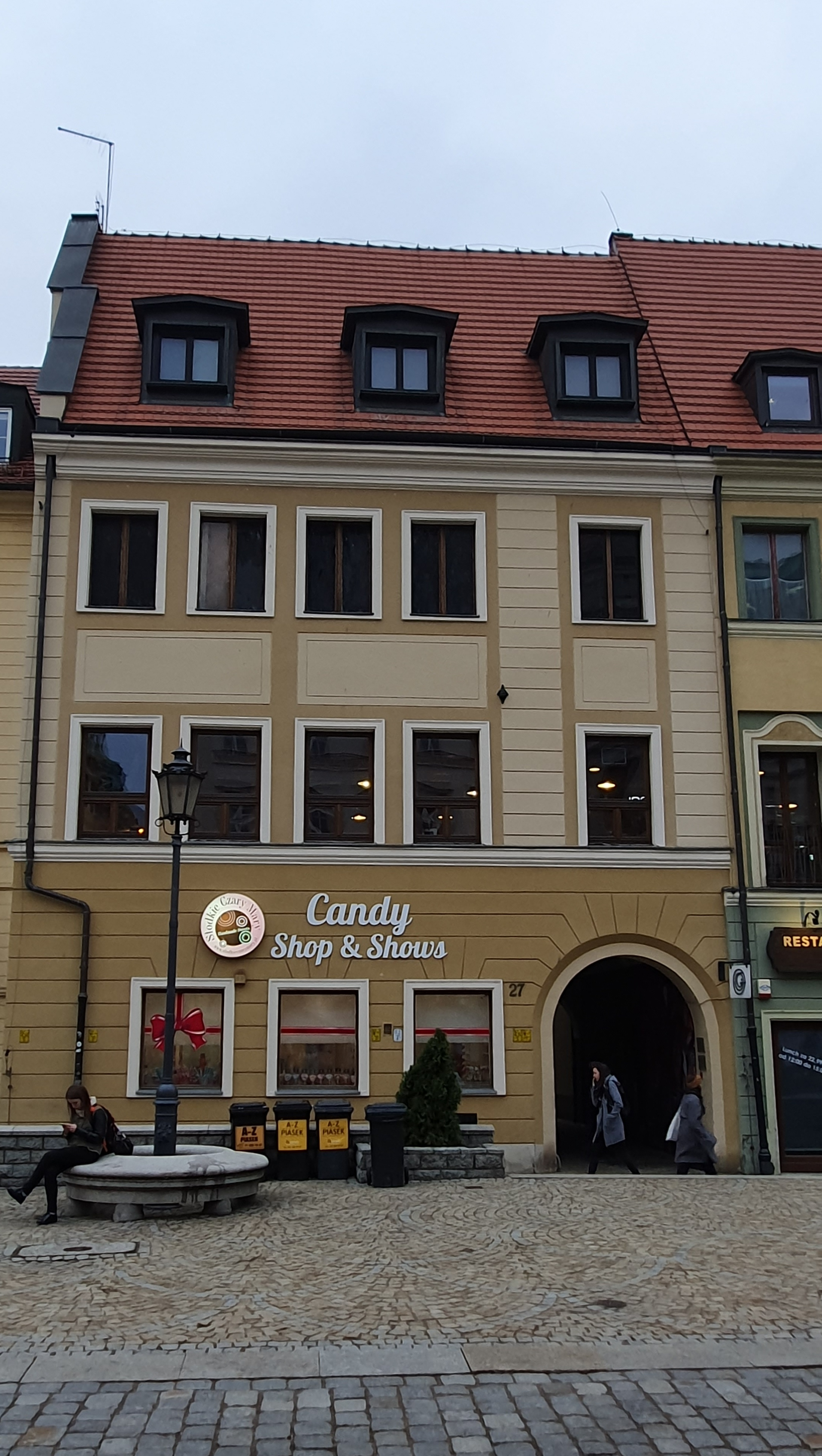
Kamienica nr 25
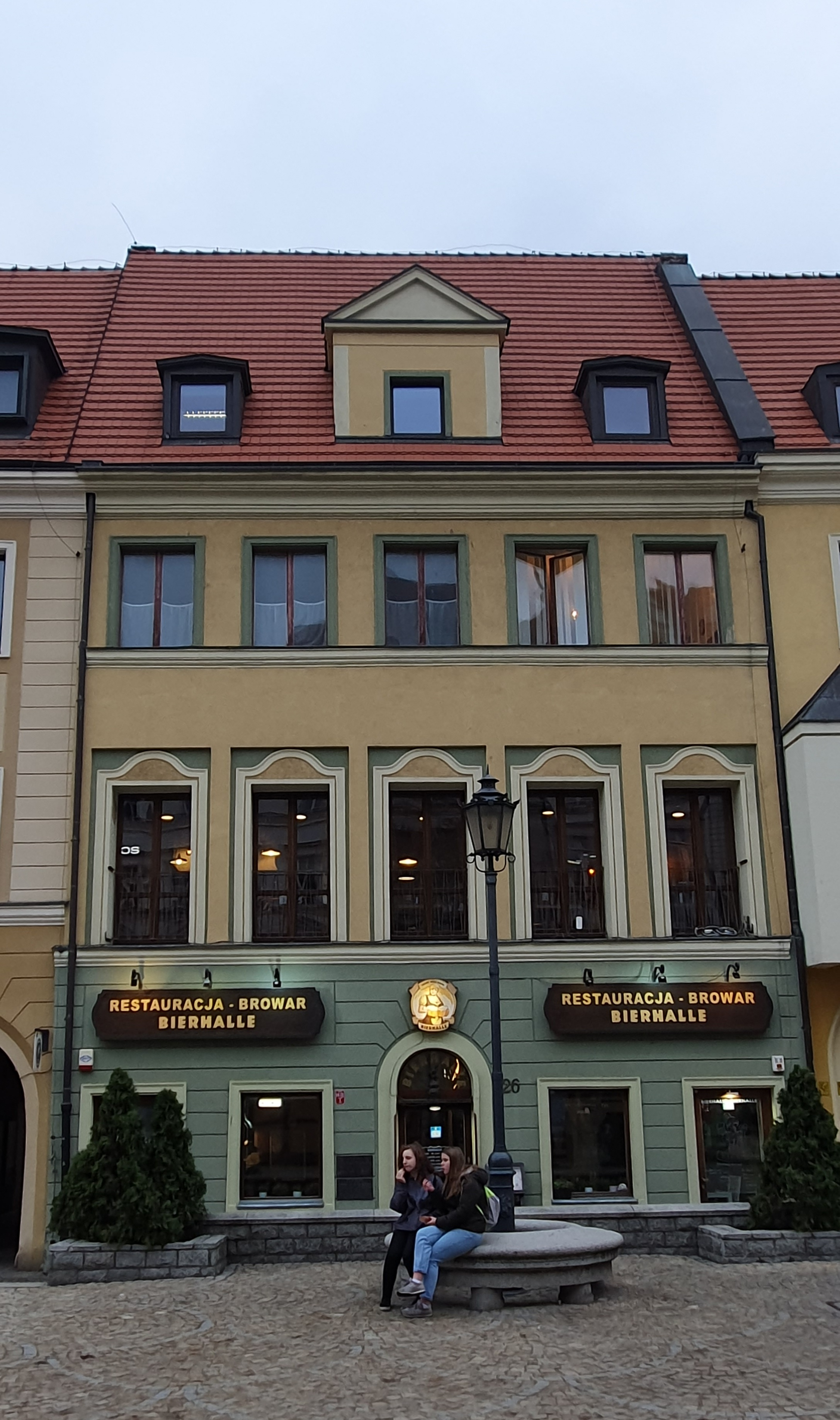
Kamienica nr 26
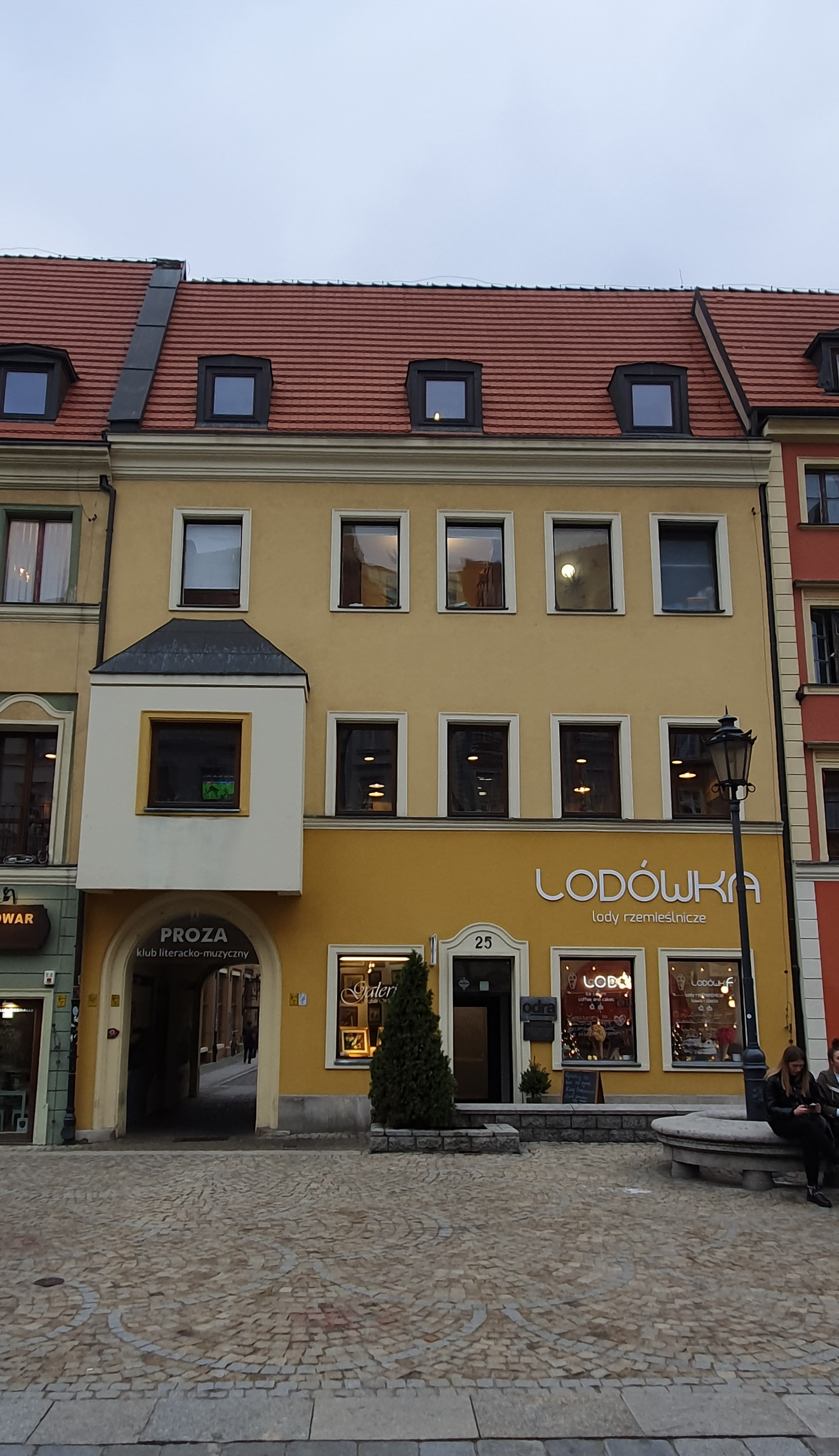
Kamienica nr 27

Działania wojenne podczas II wojny światowej zniszczyły tę część pierzei wschodniej tretu. Kamienice 25-27 zostały odbudowane wraz z sąsiednimi budynkami nr 23 i 24, za sprawą oddzielnie rozpisanego konkursu projektowego, który wygrali architekci Włodzimierz Czerechowski, Ryszard Jędrak i Ryszard Natusiewicz. Projekt odbudowy budynku zakładał dostosowanie go na potrzeby Domu Związków Twórczych i siedzibę Związku Literatów Polskich, Związku Polskiech Artystów Plastyków i Stowarzyszenia Architektów Polskich. Dwie kamienice mieszczące się na posesjach 23 i 24 miały znaczenie zabytkowe i zachowane mury. Budynki nr 25-26 pochodzące z XIX wieku były całkowicie wypalone z zachowaną konstrukcją. Zgodnie z projektem kamienice te obniżono o jedną kondygnację i połączono z budynkami 23 i 24 oraz zachowano w parterze przejście do wnętrza tretu.
Od lat 60. XX wieku w budynku znajdował się Klubu Związków Twórczych. Obecnie w kamienicy znajduje się restauracja "Bierhalle".